# Vellozia armata
Vellozia armata är en enhjärtbladig växtart som beskrevs av Mello-silva. Vellozia armata ingår i släktet Vellozia och familjen Velloziaceae. Inga underarter finns listade.